# Manfred Tümmler
Manfred Tümmler (* 23. September 1936 in Plauen; † 30. Dezember 1990 in Berlin) war ein deutscher Schauspieler an den Staatlichen Schauspielbühnen Berlin.

## Wirken
Tümmler erhielt seine Schauspielausbildung in Ostberlin. Sein Theaterdebüt gab er in Heidelberg, dann ging er nach Stuttgart. Es folgte eine langjährige Verpflichtung an das Schillertheater in Berlin.
Manfred Tümmler war als Schauspieler bekannt aus Fernsehfilmen, als Synchronsprecher wie auch als Rundfunkmoderator. Er verfasste außerdem Drehbücher, darunter für Bellini.  Am Schillertheater war unter anderen in Eugene O’Neills Eines langen Tages Reise in die Nacht (1976/77) mit Martin Held und Marianne Hoppe  zu sehen.
In Spielfilmen sah man ihn 1967 in Oswalt Kolles Das Wunder der Liebe und 1970 neben Curd Jürgens in Das Stundenhotel von St. Pauli. Nebenrollen spielte er in Lieb Vaterland magst ruhig sein (1975) nach dem Roman von Johannes Mario Simmel und in der US-Komödie Gotcha! – Ein irrer Trip (1985). Auch in deutschen Fernsehserien wirkte er mit, so etwa in Tadellöser & Wolff, Café Wernicke, MS Franziska und Ein Heim für Tiere.
Seine wichtigsten Arbeiten als Synchronstimme von Errol Flynn waren die Neufassungen der Filme   Unter Piratenflagge, Herr des wilden Westens und Günstling einer Königin. Als deutsche Stimme von Gordon Thomson synchronisierte er diesen in der Rolle des Adam Carrington in der US-Fernsehserie Denver-Clan.
Tümmlers Grab befindet sich auf dem Waldfriedhof Dahlem.

## Filmografie (Auswahl)
| - 1963: Eine schöne Bescherung als Leutnant - 1964: Die beiden Klingsberg als Graf Adolph Klingsberg – sein Sohn - 1968: Erotik auf der Schulbank - 1969: Die Ballade vom Cowboy als Jansen - 1969: Meine Schwiegersöhne und ich (Fernsehserie, Folge An der Umkehrgrenze als Peter Boland) - 1970: Das Stundenhotel von St. Pauli als Peter Canisius - 1970: Die Wesenacks als Werner Engelmann - 1972: Die rote Kapelle (Fernsehserie, 2 Folgen als Oberleutnant Herbert Gollnow) - 1972: Der Fall Opa - 1973: Die Kriminalerzählung (Fernsehserie, Folge Geheimakte SF2 als Macpherson) - 1975: Kommissariat 9 (Fernsehserie, Folge Schulden haben kurze Beine als Dr. Friebe) - 1975: Tadellöser & Wolff (Fernseh-Zweiteiler) als Leutnant - 1976: Lieb Vaterland magst ruhig sein | - 1976: Pariser Geschichten (Fernsehserie) - 1978: Café Wernicke (Fernsehserie) Folge Ostwind als Otto Helmbrecht - 1978: MS Franziska (Fernsehserie, fünf Folgen als Herzog) - 1980: Die Paulskirche - 1981: Kintopp Kintopp (Fernsehserie, vier Folgen als Mario Lombardini) - 1982: Unheimliche Geschichten (Fernsehserie): Folge Besuch aus dem Jenseits als Untersuchungsrichter - 1983: Das Wagnis des Arnold Janssen als Dr. Ludwig von Essen, Pfarrer von Neuwerk - 1984: Mrs. Harris – Freund mit Rolls Royce als Chauffeur Tom Pickett - 1985: Gotcha! – Ein irrer Trip (Gotcha!) als E.B. Policeman - 1986: Die Nervensäge (Fernsehserie) - 1986: Detektivbüro Roth (Fernsehserie): Folge Der falsche Neffe als Oskar Binder - 1987: Berliner Weiße mit Schuß (Fernsehserie, eine Folge als Herr Wesenburg) - 1987: Ein Heim für Tiere (Fernsehserie, Folge Um Haaresbreite als Gottfried Milde) |